# Östra Värmlands Nyheter
Östra Värmlands tidning är en radikal tredagarstidning utgiven i Filipstad av Adolf Bernhard Nordström under tiden 22 september 1922 till 5 maj 1927. Tidningen var baserad i Filipstad, men i oktober 1926 flyttade Nordström till Karlstad där han installerade ett nytt tryckeri. Östra Värmlands tidning blev då en edition som lades ner den 5 maj 1927. Tidningen fullständiga titel var Östra Värmland Nyheter/ Tidning för Filipstad och Bergslagen.

## Redaktion
Redaktionsort var Filipstad till oktober 1926 då redaktionen flyttade till Karlstad. Tidningen var politiskt radikal hela tiden. Stadsupplagan utkom måndag, onsdag och fredag medan  Postupplagan som börjar utkomma den 23 september 1922 ges ut tisdag, torsdag och lördag. Enligt Nya Lundstedt är Stads- och postupplagan är identiska .Stadsupplagan upphör 1926-10-25 och endast postupplagan kommer ut till den 5 maj. Postupplagan var morgontidning medan stadsupplagan kom ut på eftermiddagen.
| Period                 | Ansvarig utgivare         | Period                 | redaktionssekreteraren    | Kommentar                                         |
| 1922-09-21--1927-05-05 | Nordström, Adolf Bernhard | 1922-09-22--1927-05-05 | Nordström, Adolf Bernhard | 1926-10-23 avflyttad från Filipstad till Karlstad |

## Tryckeri
Förlaget hette  Östra Värmlands nyheter Nordström & C:o 1922 till 1926, Bolaget blev Aktiebolaget Östra Värmlands nyheters boktryckeri i Filipstad 25 januari 1926.19 januari 1927 flyttade Aktiebolaget Östra Värmlands nyheters boktryckeri till Karlstad, Tidningen trycktes i svart men röd färg förekommer vid ett tillfälle i stadsupplagan 1926,så man kunde trycka svart + 1 färg. Typsnitt var antikva. Satsytan var hela tiden stor. Sidantalet var 4-8 sidor flest 1926 och 1927. Tryckeriutrustning  får ny press enligt tidningen 25 oktober 1926 då bolaget flyttas till Karlstad. Upplagesiffror saknas för tidningen. Priset var 8 kr först och sjönk till 7 kronor 1927 Tryckeriet 1922-1924 hette Östra Värmlands nyheters tryckeri  men från januari 1925 Aktiebolaget Östra Värmlands nyheters tryckeri i Filipstad och från 30 oktober 1926 Aktiebolaget Östra Värmlands nyheters tryckeri  i Karlstad.